# شهرستان ساسکس (نیوجرسی)
شهرستان ساسکس، نیوجرسی (به انگلیسی: Sussex County, New Jersey) یک سکونتگاه مسکونی در ایالات متحده آمریکا است که در نیوجرسی واقع شده‌است.